# Tykocin (gmina)
Pour les articles homonymes, voir Tykocin.
La gmina de Tykocin est une commune urbaine-rurale polonaise de la voïvodie de Podlachie et du powiat de Białystok. Elle s'étend sur 207,34 km² et comptait 6 477 habitants en 2006. Son siège est la ville de Tykocin qui se situe à environ 29 kilomètres à l'ouest de Białystok.

## Villages
Hormis la ville de Tykocin, la gmina de Tykocin comprend les villages et localités de Bagienki, Broniszewo, Dobki, Hermany, Janin, Kapice-Lipniki, Kiermusy, Kiślaki, Krosno, Łaziuki, Łazy Duże, Łazy Małe, Leśniki, Lipniki, Łopuchowo, Nieciece, Nowe Jeżewo, Pajewo, Piaski, Popowlany, Radule, Rzędziany, Sanniki, Sawino, Siekierki, Sierki, Słomianka, Stare Jeżewo, Stare Kapice, Stelmachowo, Stelmachowo-Kolonia, Szafranki, Tatary et Żuki.

## Gminy voisines
La gmina de Tykocin est voisine des gminy de Choroszcz, Dobrzyniewo Duże, Kobylin-Borzymy, Krypno, Trzcianne et Zawady.